# Alf (tv-serie)
 For alternative betydninger, se Alf. (Se også artikler, som begynder med Alf)
Alf var en populær amerikansk tv-serie produceret af NBC fra 1986 til 1990. Tv-serien er en sitcom (komedieserie), der er inspireret af og er en parodi på filmen E.T. (1982). Alf er også navnet på komedieseriens hovedperson, et væsen fra rummet, der lander på jorden og bor hos en amerikansk familie. Tv-serien havde premiere den 22. september 1986 og sluttede den 18. juni 1990.

## Handling
Gordon Shumway, den sidste overlevende fra planeten Melmac, lander med et brag i familien Tanners garage, efter at han er fløjet væk fra sin hjemplanet, der sprang i luften. Willie Tanner, familiens overhoved vælger at kalde ham for ”ALF” (Alien Life Form eller dansk anderledes livsform). Familien Tanner beslutter sig for at optage Alf som et medlem af familien.
Alf blev født den 26. oktober 1776, på "østsiden" af Melmac. Melmac har grønne skyer, blåt græs og en lilla sol. Alfs krop er dækket af brun/orange pels. Han har en stor krum næse og hele otte maver, som skal fordøje alt det, han spiser.
Da Alfs planet som følge af en atomeksplosion springer i luften, mens han er på vagt for omløbspatruljen, må han finde en ny planet, så han vælger at følge et radiosignal, som kommer fra Jorden, hvorefter han ender i familien Tanners garage. Selvom de er en smule usikre på, hvad de skal gøre, optager familien Tanner Alf som medlem af familien og skjuler ham for nysgerrige blikke og for militæret, så han ikke en dag bliver hentet og skal undersøges af utallige videnskabsmænd.
Alf skal nu overleve kulturchokket og vænne sig til at bo hos familien Tanner.
Her oplever han, hvad det vil sige at kede sig, og hvad det vil sige at gøre livet svært for familien Tanner. I et afsnit sprænger han for eksempel deres hus i luften, i et andet bliver han næsten skudt af nogle jægere, som forveksler ham med en myresluger.
Tv-serien indeholder 102 afsnit, og navnet på hver episode er også navnet på en sang, som har relevans til afsnittes handling.

## Medvirkende
- Max Wright – Willie Tanner
- Anne Schedeen – Kate Tanner
- Andrea Elson – Lynn Tanner
- Benji Gregory – Brian Tanner
- John LaMotta – Trevor Ochmonek
- Liz Sheridan – Raquel Ochmonek
- Josh Blake – Jake Ochmonek (sæson 2-3)
- JM J. Bullock – Neal Tanner (sæson 4)
- ALF (Gordon Shumway) – Paul Fusco (stemmen)
- ALF (Gordon Shumway) – Michu Meszaros (inde i dukken)

## Episoder

### Sæson 1: 1986-1987
| #  | Episode titel                     |
| -- | --------------------------------- |
| 1  | A.L.F                             |
| 2  | Strangers in the Night            |
| 3  | Looking For Lucky                 |
| 4  | Pennsylvania 6-5000               |
| 5  | Keepin' the Faith                 |
| 6  | For Your Eyes Only                |
| 7  | Help Me, Rhonda                   |
| 8  | Don't It Make My Brown Eyes Blue? |
| 9  | Jump                              |
| 10 | Baby, You Can Drive My Car        |
| 11 | On the Road Again                 |
| 12 | Oh, Tannerbaum                    |
| 13 | Mother and Child Reunion          |
| 14 | A Little Bit of Soap              |
| 15 | I've Got a New Attitude           |
| 16 | Try to Remember (1)               |
| 17 | Try to Remember (2)               |
| 18 | Border Song                       |
| 19 | Wild Thing                        |
| 20 | Going Out of My Head Over You     |
| 21 | Lookin' Through the Windows       |
| 22 | It Isn't Easy ... Bein' Green     |
| 23 | The Gambler                       |
| 24 | Weird Science                     |
| 25 | La Cucaracha                      |
| 26 | Come Fly With Me                  |